# Караагаш (Жетысуская область)
Караагаш или Карагаш (каз. Қараағаш) — село в Кербулакском районе Жетысуской области Казахстана. Административный центр Сарыбулакского сельского округа. Находится примерно в 23 км к западу-северо-западу (WNW) от посёлка Сарыозек, административного центра района. Код КАТО — 194657100.

## Население
В 1999 году население села составляло 1467 человек (730 мужчин и 737 женщин). По данным переписи 2009 года, в селе проживало 1181 человек (580 мужчин и 601 женщина)